# Nadeschda Andrejewna Udalzowa

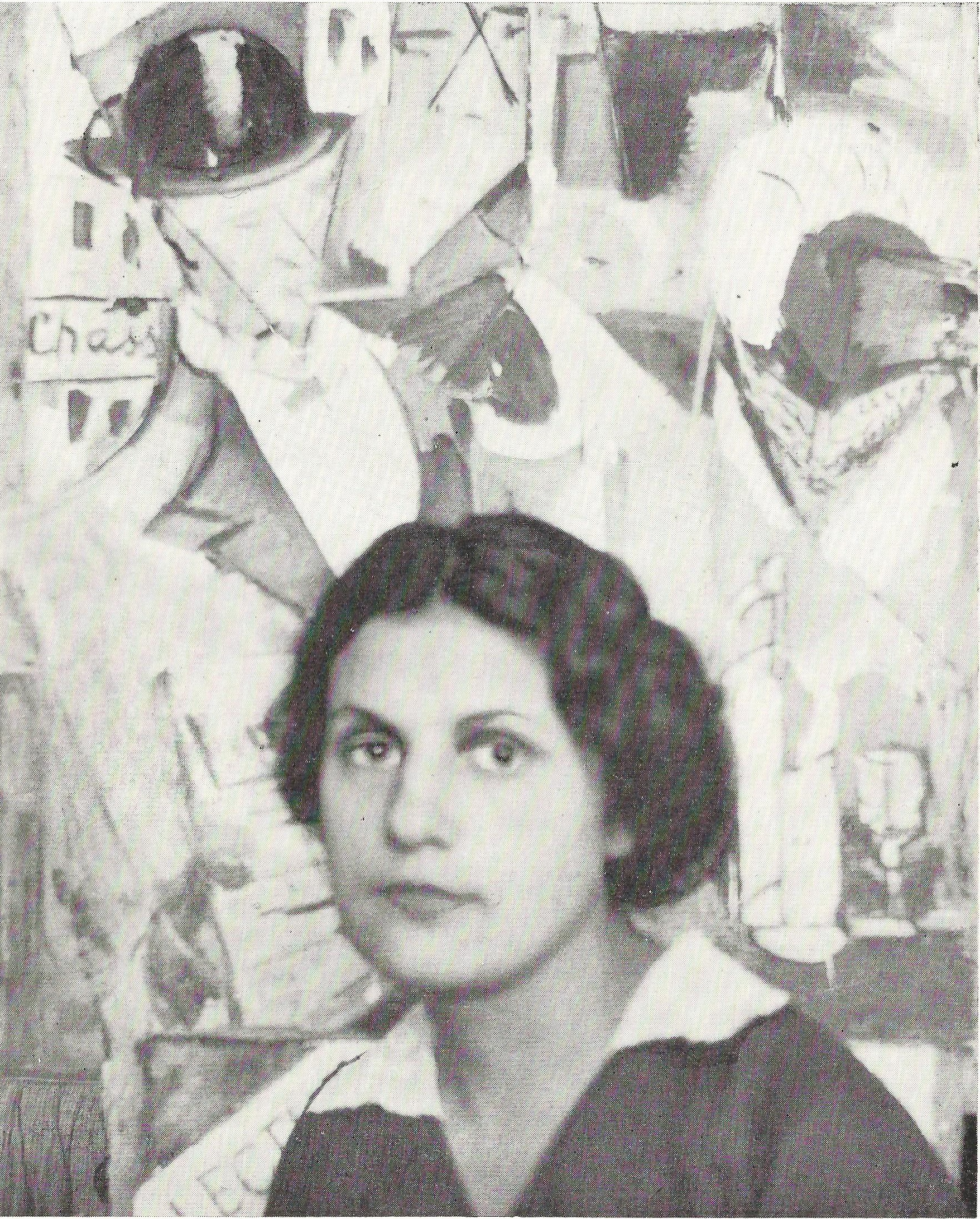
Nadeschda Udalzowa vor einem ihrer Gemälde (1915)

Nadeschda Andrejewna Udalzowa (russisch Надежда Андреевна Удальцова, wiss. Transliteration Nadežda Andreevna Udal'cova; * 29. Dezember 1885jul. / 10. Januar 1886greg. in Orjol; † 25. Januar 1961 in Moskau) war eine russische Malerin, die zur Russischen Avantgarde zählt.

## Leben und Werk
Zwischen 1905 und 1908 besuchte Nadeschda Udalzowa gemeinsam mit ihrer Schwester Ljudmila Prudowskaja und Olga Rosanowa in Moskau eine  von den Künstlern Konstantin Juon und Iwan Dudin geleitete Schule sowie das Institut für Malerei, Skulptur und Architektur in Moskau.
1912 bis 1913 verbrachte sie gemeinsam mit Ljubow Popowa in Paris und studierte dort Kunst in La Palette bei Jean Metzinger und Henri Le Fauconnier. Im Jahre 1913 nach ihrer Rückkehr nach Moskau arbeitete sie im Atelier Der Turm von Wladimir Tatlin weiter zusammen mit Alexander Wesnin und Ljubow Popowa, wo sie Bilder schuf, in denen der kubistische Anteil den des Futurismus überwog.

1914 nahm sie an der Karo-Bube-Ausstellung in Moskau teil. Im Jahre 1915 wurde sie Mitglied der Künstlergruppe Supremus und nahm an der Ausstellung Tramway V teil. Im selben Jahr gehörte sie zu den Ausstellungsteilnehmern der sog. Letzten Futuristischen Ausstellung 0,10 in St. Petersburg, damals Petrograd, die den Durchbruch zur gegenstandslosen Kunst in Russland markierte. Dies war die fruchtbarste Schaffensphase der Künstlerin, die sich mit den Theorien von Malewitsch und Tatlin auseinandersetzte. Es entstanden eine ganze Reihe Studien über das Verhältnis von Farbe und Formen im Raum und die Spannung, die sie erzeugten.

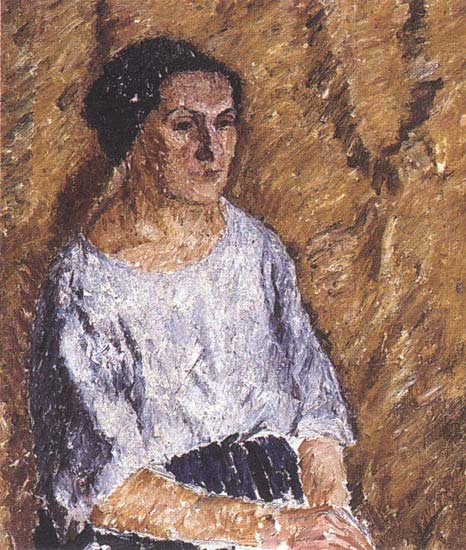
Alexander Drewin: Porträt Udalzowa, 1923

Als Assistentin von Kasimir Malewitsch unterrichtete sie 1918 an der  SWOMAS Kunsthochschule in Moskau und wurde dort später zur Professorin für Malerei berufen. Während dieser Zeit war sie wesentlich vom Suprematismus beeinflusst.  Die Erste Russische Kunstausstellung Berlin 1922 stellte ihre Gemälde Stillleben und Am Piano aus. In den Jahren 1921–1934 setzte sie ihre Lehrtätigkeit an Wchutemas und Wchutein fort und unterrichtete von 1930 bis 1934 auch am Moskauer Textilinstitut und Polytechnischen Institut.
In den 1920er Jahren wandte sie sich von der avantgardistischen Kunstströmung ab und kehrte zu einer figurativ-naturalistischen Malerei zurück. Nadeschda Udalzowa war mit dem Künstler Alexander Drewin (1889–1938) verheiratet, mit dem sie im Zeitraum 1926 bis 1934 verschiedene Reisen in den Ural, in den Altai und nach Armenien unternahm. Einzelausstellungen ihrer und Drewins Werke wurden 1928 am Staatlichen Russischen Museum in Leningrad und 1934 am Museum für Kultur und Geschichte in  Jerewan (Armenien) veranstaltet. Nach der Ermordung Drewins im stalinistischen Terror im Jahre 1938 malte Udalzowa überwiegend Landschaften im naturalistischen Stil. 1945 zeigte sie ihre Arbeit in einer Einzelausstellung in Moskau.

## Werke (Auswahl)
- 1914–1915 Am Piano, Öl auf Leinwand, 107 × 89 cm
- 1914–1915 Kubische Komposition, Öl auf Leinwand, 63,5 × 49,5 cm, Privatsammlung Moskau – 1985 Sammlung Ludwig, Köln (ML 1383, Neg. 195292)
- 1916 Komposition, Gouache über Bleistift auf grauem Papier, 46,2 × 37,5 cm, Galerie Gmurzynska, Köln – 1982 Sammlung Ludwig, Köln (Dep. Slg. L. 1982/536, Neg 190408)

## Ausstellungen
- 1979–1980 Künstlerinnen der Russische Avantgarde 1910–1930, Galerie Gmurzynska, Köln
- 1986 Russische Avantgarde 1910–1930 Sammlung Ludwig Köln, Kunsthalle Köln

## Sammlungen
- Tretjakow-Galerie, Moskau
- Sammlung des Museum Ludwig, Köln
- Costakis Collection, MOMus – Museum für Moderne Kunst – Sammlung Costakis